# Chondrohierax uncinatus
Chondrohierax uncinatus là một loài chim trong họ Accipitridae.
Loài này phân bố ở châu Mỹ, bao gồm cả thung lũng Rio Grande của Texas ở Hoa Kỳ, Mexico, vùng Caribbean, Trung Mỹ và Nam Mỹ.
Ốc sên cây là con mồi ưa thích của loài chim ăn thịt này nhưng chúng cũng ăn ếch, kỳ nhông, động vật có vú nhỏ và côn trùng. Khi chúng tìm thấy ốc cây chúng giữ con ốc bằng móng và sử dụng mỏ để cạy mở vỏ.